# Rebaix
 Rebaix  is een dorp in de Belgische provincie Henegouwen, en een deelgemeente van de Waalse stad Aat.
Rebaix was een zelfstandige gemeente, tot die bij de gemeentelijke herindeling van 1977 toegevoegd werd aan de gemeente Aat.

## Bezienswaardigheden
- De Sint-Amanduskerk (Église Saint-Amand) is een classicistisch bouwwerk van 1789. De kerk heeft kunstschatten waaronder een calvarie van omstreeks 1500.

## Natuur en landschap
Rebaix ligt nabij de Dender op een hoogte van 41 meter aan de kerk.

## Demografische ontwikkeling
- Bronnen:NIS, Opm:1831 tot en met 1970=volkstellingen, 1976= inwoneraantal op 31 december

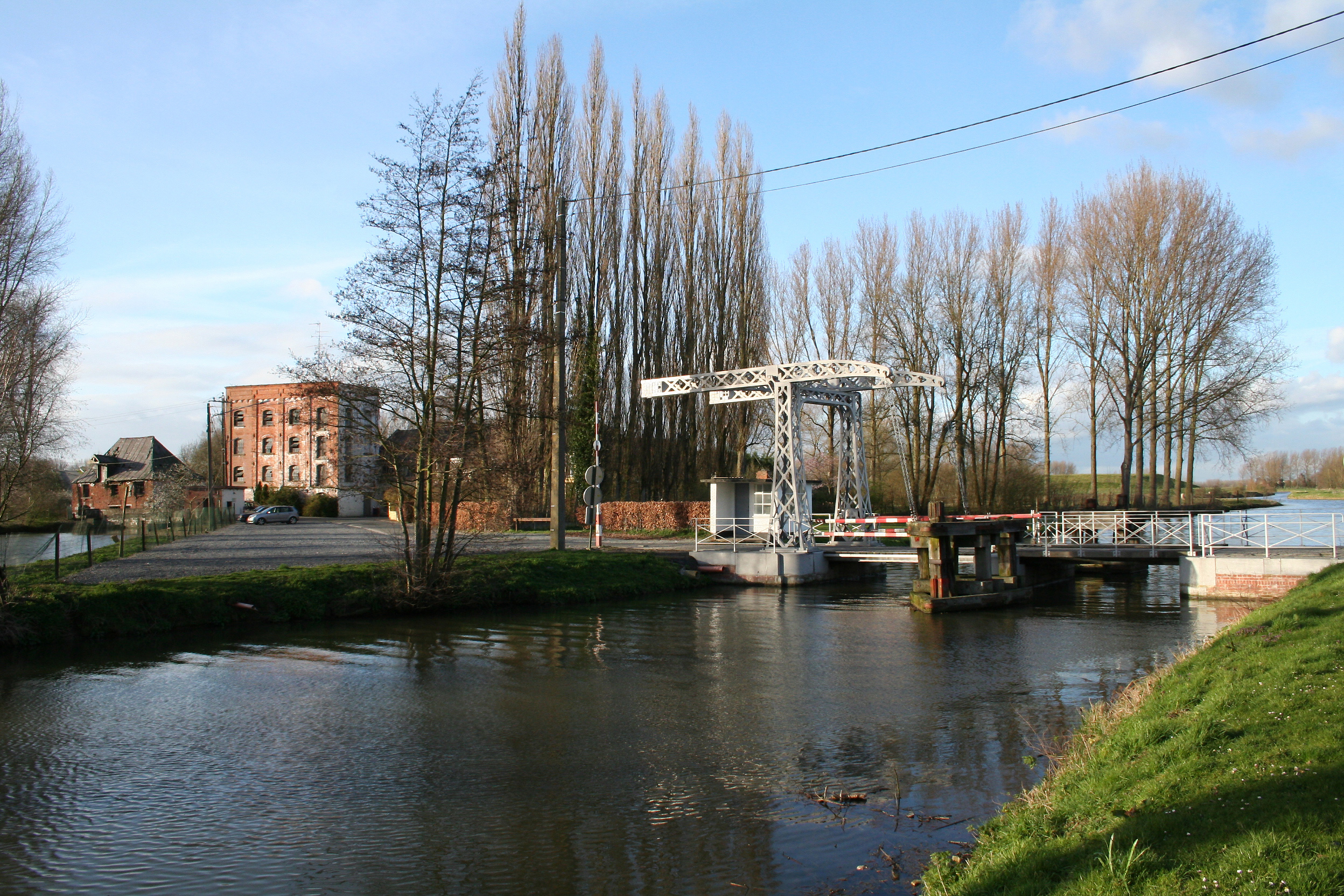
De valbrug op de Dender en de oude watermolen "de Tenre" (1720)

## Nabijgelegen kernen
Papignies, Ostiches, Bouvignies